# Mallochianamyia setosa
Mallochianamyia setosa är en tvåvingeart som beskrevs av Wheeler 2000. Mallochianamyia setosa ingår i släktet Mallochianamyia och familjen markflugor. Inga underarter finns listade i Catalogue of Life.